# Конти, Джованни (епископ Палестрины)
Джованни Конти (Giovanni Conti) — католический церковный деятель XII века. На консистории в феврале/марте 1158 года был провозглашен кардиналом-дьяконом с титулом церкви Санта-Марии-ин-Портико-Октавиа. В конце 1167 году стал кардиналом-священником с титулом церкви Сан-Марко. В 1190 году стал кардиналом-епископом диоцеза Палестрины. Участвовал в выборах папы 1159 (Александр III), 1181 (Луций III), 1185 (Урбан III), 1187 (Григорий VIII), 1187 (Климент III) и 1191 (Целестин III) годов.